# Al-Tulaysiyah
Al-Tulaysiyah (tiếng Ả Rập: الطليسية, cũng đánh vần là Tleisa hoặc Tuleisa) là một ngôi làng ở miền bắc Syria, một phần hành chính của Tỉnh Hama, nằm ở phía đông bắc của Hama. Các địa phương gần đó bao gồm Fan al-Shamali ở phía nam, al-Hamraa ở phía đông nam, Atshan ở phía tây bắc, Ma'an ở phía tây và Kawkab và Suran ở phía tây nam. Theo Cục Thống kê Trung ương Syria, Al-Tuleisa có dân số 824 người trong cuộc điều tra dân số năm 2004. Cư dân của nó chủ yếu là Alawites.
Vào giữa tháng 5 năm 2013, trong cuộc nội chiến ở Syria, người dân đã bỏ làng sau khi phiến quân chống chính phủ tiến hành một cuộc tấn công để bắt giữ nó. Sau một trận hỏa hoạn với một đội tuần tra của Quân đội Syria, phiến quân đã chiếm được al-Tulaysiyah. Vào ngày 14 tháng 4 năm 2014, đã có cuộc pháo kích từ al-Tulaysiyah (nơi có một tập hợp quân đội thân chính phủ) chống lại làng Atshan. Vào ngày 20 tháng 4, phiến quân tấn công ngôi làng do chính phủ nắm giữ và phá hủy ba phương tiện quân sự và bắn phá Lữ đoàn 66. Vào ngày 5 tháng 7, chín phiến quân đã bị giết bởi một cuộc phục kích của Quân đội Syria khi họ đang trên đường tấn công các trạm kiểm soát ở al-Tulaysiyah. Vào ngày 2 tháng 9, dân quân thân chính phủ từ làng tấn công thị trấn Tal Khazneh. Vào ngày 27 tháng 9 năm 2016, phiến quân chiếm quyền kiểm soát thị trấn al-Tulaysiyah và ngọn đồi của nó. Vào ngày 8 tháng 10, lợi dụng cuộc tấn công của phiến quân ở tỉnh Idlib gần đó, Quân đội đã phát động một cuộc phản công và chiếm lại al-Tulaysiyah.